# Гэзели, Альфред
Альфред Гэзели (англ. Alfred Gaselee; 3 июня 1844 — 29 марта 1918) — генерал Британской Индийской армии.

## Ранние годы
Гэзели родился в Литтл-Йелдхэме, графство Эссекс, в семье старшего сына преподобного Джона Гэзели, настоятеля Литтл-Йелдхэма, и его жены Сары Энн Мант. Он поступил в школу Фелстеда в 1853 году и в Королевское военное училище в Сандхерсте в 1861 году.

## Карьера
Гэзели был зачислен энсином в 93-й полк (позже Sutherland Highlanders) 9 января 1863 года. В том же году он участвовал в кампании на северо-западной границе Индии. Он получил звание лейтенанта 11 октября 1866 года, переведён в Бенгальский штабной корпус и 27 сентября 1867 года присоединился к 4-му пенджабскому пехотному полку.
Гэзели отправился с индийскими войсками в Абиссинию, где он служил помощником генерального директора по транспорту и присутствовал при взятии Магдалы (13 апреля 1868 года). Он получил звание капитана 9 января 1875 года и служил в экспедиции Джоваки в 1877–1878 годах.
Во время Второй англо-афганской войны Гэзели был заместителем помощника генерал-квартирмейстера и сопровождал лорда Робертса в походе из Кабула на помощь Кандагару. 2 марта 1881 года он получил звание майора.
Гэзели был произведён в майоры 9 января 1883 года, подполковники 9 января 1889 года и стал кавалером Ордена Бани (CB) 19 ноября 1891 года. 27 сентября 1892 года он был назначен командиром 1-го батальона 5-го гуркхского стрелкового полка. 1 февраля 1893 года он был произведён в полковники и назначен адъютантом королевы Виктории. Он служил в экспедиции Исазаи (1892), в полевых войсках Вазиристана (1894–1895) и принимал участие в Тирахской кампании (1897–1898). За свои заслуги в Тирахе 20 мая 1898 года Гэзели был назначен кавалером Ордена Бани (KCB). С 25 июля 1898 года по 3 июня 1901 года он одновременно служил генерал-квартирмейстером армии в Индии и бригадным генералом, командующим округом Бунделкханд.

## Боксёрское восстание
Летом 1900 года, когда боксёрское восстание в Китае было в разгаре, Гэзели был выбран командующим британским подразделением в составе международных экспедиционных сил, и 3 июля 1900 года произведён в генерал-майоры. Гэзели был номинально назначен руководителем экспедиции Гэзели, потому что Альянс восьми держав отказался позволить японскому генералу Ямагути Мотоми возглавить её, хотя тот был самым высокопоставленным офицером из присутствующих. В награду за свои услуги 24 июля 1901 года он был назначен рыцарем-командором Ордена Индийской империи (GCIE).

## Дальнейшая карьера
Гэзели был назначен командующим округом Лакхнау в Бенгалии в апреле 1901 года, но после возвращения домой из Китая ему был предоставлен длительный отпуск, и он не занимал эту должность до конца 1902 года. Он получил звание генерал-лейтенанта 30 июня 1903 года после назначения главнокомандующим Бенгальским командованием и звание генерала 30 июня 1906 года. Он стал генерал-офицером, главнокомандующим Северной армией в Индии в 1907 году. Он вышел в отставку в ноябре 1908 года, получил 25 июня 1909 года кавалера Большого креста Ордена Бани (GCB). Альфред Гэзели умер в своей резиденции в Гилфорде 29 марта 1918 года.

## Семья

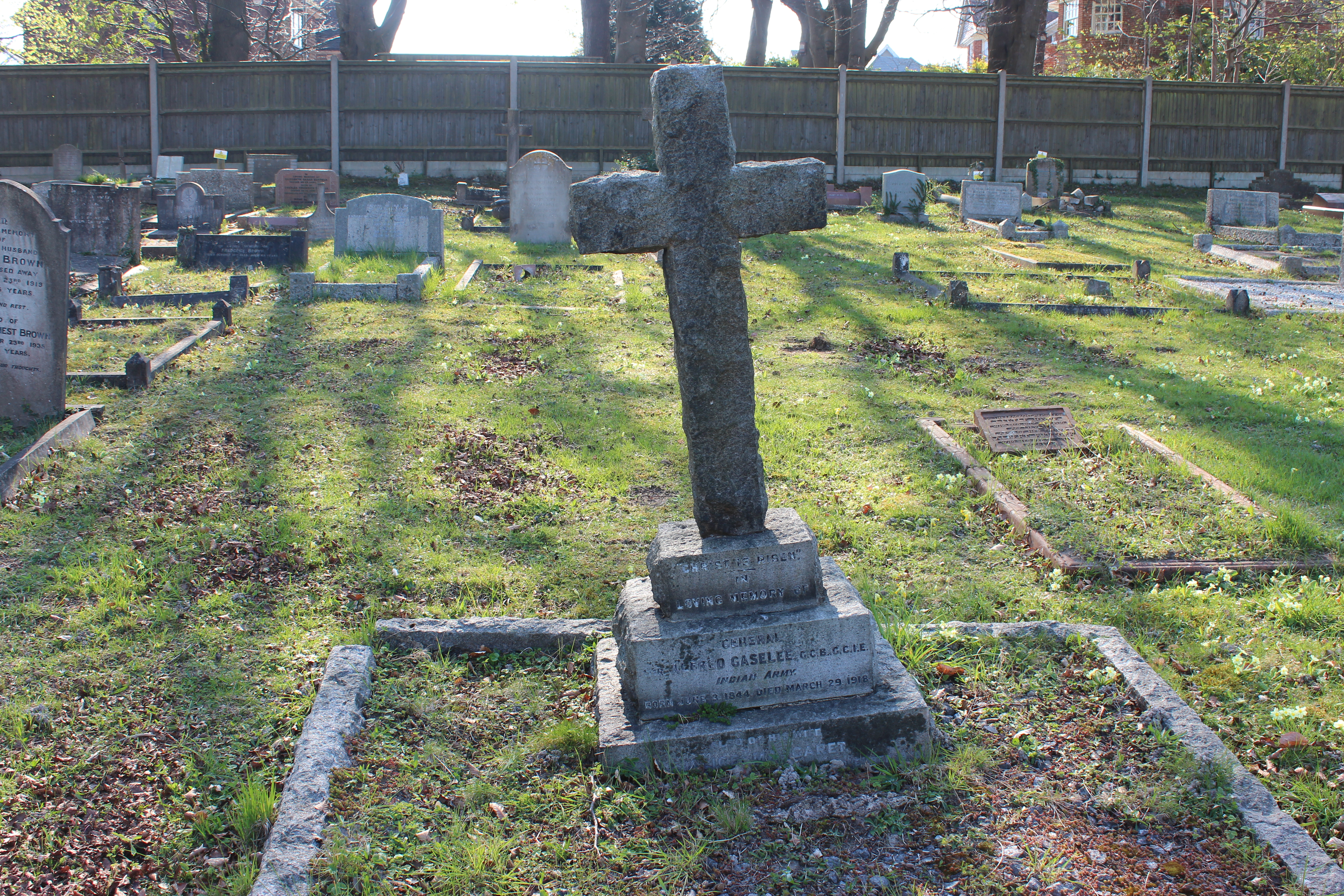
Могила на кладбище Маунт в Гилфорде

20 августа 1895 года он женился во второй раз на Алисе Маргарет, дочери Гартсайд Гартсайд-Типпинг из Россферри, графство Фермана, Северная Ирландия, которая пережила его.